# Tjetvjortyj
Tjetvjortyj (russisk: Четвёртый) er en sovjetisk spillefilm fra 1972 af Aleksandr Stolper.

## Medvirkende
- Vladimir Vysotskij
- Margarita Terekhova som Ket
- Sergej Sjakurov som Dick
- Aleksander Kajdanovskij
- Sergej Sazontev